# Tratado de Abernethy
O Tratado de Abernethy foi assinado na aldeia escocesa de Abernethy, em 1072, onde o rei Malcolm III da Escócia prestou homenagem a Guilherme I, rei da Inglaterra, o reconhecendo como seu senhor feudal.
Guilherme, mais conhecido como o Conquistador, tinha começado a sua conquista da Inglaterra, quando ele e seu exército desembarcaram em Sussex derrotando e matando o rei inglês Haroldo, na Batalha de Hastings, em 1066. A maior parte da nobreza inglesa também foi morta em Hastings ou substituída por senhores normandos nos anos seguintes a batalha.
A batalha de Hastings não foi o fim dos combates, o exército de Guilherme teve de reprimir muitas rebeliões para proteger o reino. Como resultado dos distúrbios, alguns nobres ingleses tinham procurado refúgio, na Escócia, na corte de Malcolm III. Um deles foi Edgar, o Atelingo, um membro da casa de Wessex e, portanto, o último pretendente inglês ao trono da Inglaterra.
Diante de uma Escócia hostil, em aliança com desafetos lordes ingleses incluindo o Atelingo, Guilherme cavalgou para o norte com seu exército normando e forçou Malcolm a assinar o Tratado de Abernethy. Embora os detalhes específicos do tratado foram perdidos na história, sabe-se que, em troca de juramento de fidelidade a Guilherme, o rei dos escoceses recebeu propriedades em Cúmbria e Edgar, o Atelingo foi banido da corte escocesa.

## Contexto
Em 1040, Duncan I da Escócia tinha sido morto em batalha por Macbeth. Seu filho Malcolm foi forçado a buscar segurança na Inglaterra. Quinze anos depois, Malcolm foi capaz de vingar a morte de seu pai na batalha de Lumphanan, onde Macbeth foi morto. Lulach, enteado de Macbeth, sucedeu ao trono da Escócia brevemente antes de também ser morto pelas mãos de Malcolm em 1058. Com a morte de Lulach, Malcolm se tornar rei da Escócia. Durante o curso de seu reinado invadiu os condados do norte da Inglaterra diversas vezes. Os condados de Northumberland, Cumberland e Westmorland foram historicamente reivindicados pela Escócia.
Na Inglaterra, após a derrota e morte de Haroldo Godwinson na batalha de Hastings em 1066, a resistência inglesa contra seus conquistadores normandos foi centrada em Edgar, o Atelingo, o neto de Edmundo Braço de Ferro. Edmundo era meio-irmão de Eduardo, o Confessor. Copsi, um apoiante de Tostigo (um antigo conde anglo saxão da Nortúmbria, que havia sido banido por Eduardo, o Confessor), era um nativo de Nortúmbria e sua família tinha história como governantes da Bernícia, e às vezes Nortúmbria. Copsi lutou no exército de Haroldo Hardrada com Tostigo, contra Haroldo Godwinson na batalha de Stamford Bridge em 1066. Conseguiu escapar após a derrota de Haroldo. Quando Copsi ofereceu homenagem a Guilherme em Barking em 1067, o rei o recompensou, fazendo-o conde de Nortúmbria. Depois de apenas cinco semanas como conde, Copsi foi assassinado por Osulfo, filho do conde Eadulfo III de Bernícia. Quando, por sua vez, o usurpado Osulf também foi morto, seu primo, Gospatrico, comprou o condado de Guilherme. Ele não ficou muito tempo no poder antes de se juntar a Edgar, o Atelingo em rebelião contra o rei em 1068.
Com dois condes assassinados e uma mudança de lados, Guilherme decidiu intervir pessoalmente na Nortúmbria. Marchou para o norte e chegou em Iorque durante o verão de 1068. A oposição se dissolveu, com alguns deles – incluindo Edgar – refugiando-se na corte de Malcolm III. No inverno de 1069-70 o rei levou seu exército em uma campanha de terror no norte da Inglaterra em uma ação conhecida como o Massacre do Norte.
Em 1071, Malcolm da Escócia casou-se com a irmã do Atelingo, Margarida. Seu casamento com a irmã de Edgar afetou profundamente a história da Inglaterra e Escócia. A influência de Margarida e seus filhos trouxe a anglicização das Terras Baixas.
Edgar procurou ajuda do rei dos escoceses em sua luta contra Guilherme. Em seguida, com Edgar como um aliado, Malcolm foi capaz de usar a oportunidade para tentar expandir o seu reino incluindo os condados disputados no norte da Inglaterra. Em 1071 invadiu Cumberland, possibilitando estabelecer a fronteira entre Carlisle e Newcastle. Atormentou as fazendas e aldeias, levando consigo tantas pessoas que, segundo um cronista, não havia nenhuma aldeia ou casa, mesmo grande no sul da Escócia, que mais tarde não tivesse um ou dois servos ingleses.

## O tratado
A invasão de Malcolm no norte da Inglaterra e a ligação formal entre a casa real da Escócia e a casa anglo-saxã de Wessex era uma ameaça evidente para Guilherme. Com sua campanha no norte do país terminada, em 1072 voltou sua atenção à Escócia, e trouxe um exército, composto de cavaleiros vestidos de malha montados em cavalos rápidos para sul do país. Despachou uma frota de navios para a costa leste da Escócia, para fornecer suprimentos para suas tropas avançando em terra. Guilherme cruzou o Forth e por um engajamento perto de Abernethy em Perthshire derrotou as forças de Malcolm, que não eram páreas para o exército normando. O rei inglês forçou Malcolm a assinar o Tratado de Abernethy através do qual, de acordo com a Crônica Anglo-Saxônica, tornou-se "o homem de Guilherme". No retorno por jurar fidelidade a Guilherme, recebeu propriedades em Cúmbria.

## Consequências e legado
A paz assegurada pelo tratado foi apenas inquieta. Quando as negociações em disputa sobre os territórios de Cúmbria fracassaram com o novo rei da Inglaterra, Guilherme, o Ruivo, Malcolm invadiu o norte da Inglaterra novamente e sitiou o castelo de Alnwick. Inesperadamente uma coluna de alívio chegou, que foi conduzido pelo Conde de Nortúmbria. Malcolm e seu filho foram mortos na seguinte batalha de Alnwick, em 1093.
Em 1173 Guilherme, o Leão da Escócia apoiou uma rebelião contra Henrique II de Inglaterra. Em 1174, Guilherme foi capturado na batalha de Alnwick. Foi transferido para Falaise, na Normandia. Ali Guilherme assinou o Tratado de Falaise efetivamente rendendo a Escócia para Henrique. Henrique, em seguida, entregou a Escócia de volta para Guilherme como um feudo, em troca de sua homenagem ao rei inglês. No entanto, após a morte de Henrique II, Guilherme pediu a Ricardo I de Inglaterra para ser liberado dos termos impostos pelo tratado na Escócia. Ricardo, a necessidade de aumentar o financiamento para a Terceira Cruzada aceitou a oferta de Guilherme de 10.000 marcos, e em Cantuária em 05 de dezembro de 1189 libertou-o de toda lealdade e sujeição para o reino da Escócia, que permaneceu um reino independente até o reavivamento bem sucedido de Eduardo I das reivindicações inglesas de soberania em 1291-2.